# Valentin Krempl
Valentin Krempl (* 15. April 1904 in Rosenheim; † 31. Dezember 1945) war ein deutscher Bobfahrer vom SC Riessersee.
Krempl gehörte bei den Olympischen Spielen 1928 in St. Moritz als Anschieber zum Bob von Hanns Kilian. Den Fünferbob mit Krempl, Hans Heß, Sebastian Huber und Hans Nägle steuerte Kilian zur Bronzemedaille hinter den von William Fiske und Jennison Heaton gesteuerten Bobs aus den Vereinigten Staaten. 
Zehn Jahre später gewann Krempl zusammen mit Werner Windhaus und Bobby Braumüller in Kilians Viererbob seinen einzigen deutschen Meistertitel. Bei der Bob-Weltmeisterschaft 1938 saß Franz Kemser statt Valentin Krempl in Kilians Bob.
Zum 1. Mai 1933 war Krempl der NSDAP beigetreten (Mitgliedsnummer 3.205.607).